# Rosa Warrens
Rosa Warrens, född 24 februari 1821 i Karlskrona, död 8 november 1878 i Köpenhamn, var en svensk-tysk poet och översättare av folkvisor. 
Rosa Warrens kom till Hamburg med sina föräldrar vid fem års ålder och fick privatundervisning. 1861 flyttade hon till Berlin med sin mor, där hon bodde under stora delar av sitt yrkesverksamma liv. Efter moderns död under en spa-vistelse i Freienwalde 1878, flyttade hon till sin syster i Köpenhamn, men dog av ett hjärtattack bara åtta dagar efter hennes ankomst. 
Rosa Warrens översatte en stor mängd nordiska folkvisor till tyska, utöver hennes egen poesi som präglades av känslor. Hon var länge den som till antal översatt störst mängd nordiska visor till något främmande språk. Hennes första översättningar kom 1856 med en serie översättningar av Erik Gustaf Geijer och Arvid August Afzelius från svenska till tyska. 1858 översatte hon med Svend Grundtvig från danska till tyska, och 1861 en serie fornskotska folksånger. 1866 gav hon slutligen ut en serie västnordiska och svenska översättningar.

## Verk
- Schwedische Volkslieder der Vorzeit. Aus den Sammlungen von Geijer und Afzelius. 1856
- Dänische Volkslieder der Vorzeit. Aus der Sammlung von S. Grundtvig. 1858
- Schottische Volkslieder der Vorzeit. 1861
- Zwei Lieder der Edda. 1863
- Norwegische, isländische, faröische Volkslieder der Vorzeit. 1868
- Gedichte. 1873